# Hemidactylus dracaenacolus
Hemidactylus dracaenacolus är en ödleart som beskrevs av  Rösler och WRANIK 1999. Hemidactylus dracaenacolus ingår i släktet Hemidactylus och familjen geckoödlor. IUCN kategoriserar arten globalt som akut hotad. Inga underarter finns listade i Catalogue of Life.